# Violet Baddeley
Violet Maude Baddeley (* 22. Februar 1902 in Kensington; † im Januar 1989, verheiratete Violet Maude Engelbach, später Violet Maude Thompson) war eine englische Badmintonspielerin. Sie ist die Tochter von Herbert Baddeley, welcher ein erfolgreicher Tennisspieler war und auch im Badminton agierte.

## Karriere
Violet Baddeley gewann 1927 Silber bei den All England im Damendoppel mit L. W. Myers. Im Finale unterlagen sie den englischen Landsleuten Margaret Tragett und Hazel Hogarth. 1930 heiratete sie mit Archibald Frank Engelbach einen erfolgreichen Badmintonspieler.

## Sportliche Erfolge
| Saison | Veranstaltung | Disziplin   | Platz | Name                         |
| ------ | ------------- | ----------- | ----- | ---------------------------- |
| 1922   | All England   | Damendoppel | 2     | Violet Baddeley / A. M. Head |
| 1927   | All England   | Damendoppel | 2     | Violet Baddeley / D. Myers   |